# Хато, Ясухиро
Ясухиро Хато (яп. 波戸 康広 Хато Ясухиро, род. 4 мая 1976, Минамиавадзи, Хиого) — японский футболист.

## Карьера
На протяжении своей футбольной карьеры выступал за клубы «Иокогама Флюгельс», «Иокогама Ф. Маринос», «Касива Рейсол», «Омия Ардия».

## Национальная сборная
С 2001 по 2002 год сыграл за национальную сборную Японии 15 матчей. Также участвовал в Кубке конфедераций 2001 года.

## Статистика за сборную
| Сборная Японии | Сборная Японии | Сборная Японии |
| Год            | Матчи          | Голы           |
| -------------- | -------------- | -------------- |
| 2001           | 10             | 0              |
| 2002           | 5              | 0              |
| Итого          | 15             | 0              |

## Достижения
- Джей-лиги: 2003, 2004
- Кубок Императора: 1998
- Кубок Джей-лиги: 2001